# 7725 Сельвінський
7725 Сельвінський (7725 Selʹvinskij) — астероїд головного поясу, відкритий 11 вересня 1972 року.
Тіссеранів параметр щодо Юпітера — 3,477.